# مجازات در فرهنگ ساسانی

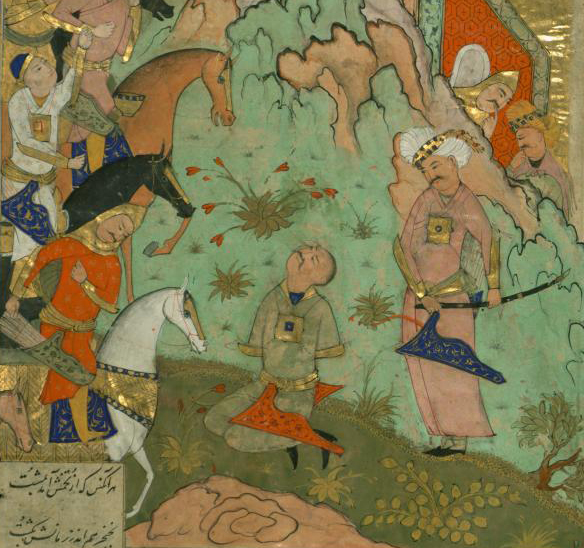
گردن زدن مهرک نوش‌زاد به دستور اردشیر بابکان

حقوق کیفری در شاهنشاهی ساسانی همانند همین حقوق در آیین زرتشتی بود که بنا داشت فرد را زودتر مجازات کند تا جان دیگران را از عواقب جرم مجرم نجات دهد. هدف مجازات در قوانین زرتشتی نجات روح محکوم از پیامدهای ماوراءالطبیعی قانون‌شکنی بود. افرادی که در زندگی مجازات می‌شدند از گناهان خود پاک شده و پس از مرگ از مجازات الهی در امان می‌مانند. با توجه به اینکه در این دوره مجازات تأدیبی مفید تلقی می‌شد، شکنجه منطقی بود و گرفتن اعتراف در طول شکنجه مجاز به‌شمار می‌آمد. رویدادنامه مادیان هزار دادستان به مجازات‌ها در قوانین زرتشتی اشاره کرده‌است.
شایع‌ترین مجازات تعیین‌شده شلاق بود، به گونه‌ای که اعمال خلاف قانون قانوناً از نظر شمار ضربه شلاق و حتی در سطوحی از نظر شدت متفاوت بود. قطع بینی مجازات زنای محصنه بود. راهزنان و مسیحیان زیر پای فیل‌ها گذاشته می‌شدند. برجسته‌ترین اتفاق در دوران پادشاهی شاپور دوم رخ داد که به دستور او شهر شوش به منظور سرکوب یک شورش با ۳۰۰ فیل نابود شد.
روش‌های مجازات مشابهی در مورد خانواده سلطنتی ساسانی اعمال نمی‌شد، زیرا خون آن‌ها پاک بود. بنابراین خفه‌سازی با خاکستر یا زنجیر از روش‌های رایج برای اعدام شاهزادگان بود. یک روش دیگر این بود که آن‌ها را اخته می‌کردند، زیرا شاهزادگان نازا مجاز به ادعای تاج‌وتخت نبودند.